# Zbigniew Szczerba
Zbigniew Józef Szczerba (ur. 27 października 1930 w Czeremsze, zm. 21 września 2024) – polski inżynier, elektrotechnik i nauczyciel akademicki, profesor nauk technicznych, prorektor Politechniki Gdańskiej (1990–1996).

## Życiorys
Absolwent Liceum Ogólnokształcącego im. Stefana Czarnieckiego w Chełmie. Studiował na Wydziale Elektrycznym Politechniki Gdańskiej, uzyskując tytuły zawodowe inżyniera (1952) i magistra (1956). Od 1951 pracował zawodowo w gdańskich Zakładach Budowy Sieci i Stacji Elektrycznych, następnie w Zespole Elektrowni Gdynia, w którym to przedsiębiorstwie doszedł do stanowiska zastępcy głównego inżyniera. Po skończeniu studiów magisterskich został zatrudniony w Pracowni Automatyki Instytutu Energetyki (w latach 1963–1972 jako docent). Kierowany przez niego zespół opracował w tej jednostce liczne typy układów regulatorów napięcia generatorów (m.in. dla okrętownictwa oraz dla elektrowni). W 1963 na Politechnice Gdańskiej uzyskał stopień doktora nauk technicznych. W latach 1972–1977 był wicedyrektorem Instytutu Automatyki Systemów Energetycznych we Wrocławiu. W 1977 uzyskał stopień doktora habilitowanego. Od 1977 pracował na Politechnice Gdańskiej, w latach 1977–1987 był kierownikiem Zakładu Elektroenergetyki Wydziału Elektrycznego PG, w latach 1988–1996 kierownikiem Katedry Systemów Elektroenergetycznych. W latach 1980–1986 pełnił funkcję dziekana Wydziału Elektrycznego Politechniki Gdańskiej. W 1983 uzyskał tytuł profesorski. W latach 1990–1996 przez dwie kadencje zajmował stanowisko prorektora ds. nauki PG. Na pełnoetatowym stanowisku profesorskim pracował do 2010. W pracy naukowej zajmował się głównie automatyką w elektroenergetyce i systemami elektroenergetycznymi. Jako autor i współautor opracował około 50 patentów, opublikował około 200 prac naukowych. Był członkiem prezydium Komitet Elektrotechniki Polskiej Akademii Nauk, a także członkiem organizacji branżowych (m.in. Stowarzyszenia Elektryków Polskich).

## Odznaczenia
Odznaczony Krzyżem Kawalerskim (1993), Oficerskim (2000) oraz Komandorskim z Gwiazdą (2011) Orderu Odrodzenia Polski.